# Clarmont (Arieja)
Clarmont (francès Clermont) és un municipi francès, situat a la regió d'Occitània, departament de l'Arieja.